# Ricardo Márquez Flores
Pour les articles homonymes, voir Márquez et Flores.
Márquez  Flores est un nom espagnol. Le premier nom de famille, en général paternel, est Márquez ; le second, en général maternel, souvent omis, est Flores.
Ricardo Márquez Flores, né le 16 juin 1943 à Lima, est un homme d'affaires péruvien, sous Alberto Fujimori premier vice-président du Pérou (es) de 1995 à 2000 et second vice-président (es) de 2000 à la démission du gouvernement Fujimori (es) sur fond de corruption en novembre 2000.

## Biographie

### Jeunesse et éducation
Ricardo Márquez Flores naît de María Esther Flores Lozano de Marquez. Il étudie à l'école militaire Leoncio Prado (es) dans le district de La Perla (es), dans la province constitutionnelle de Callao.
Il étudie le génie industriel à l'université de New York. Il est par la suite vice-président de la Confederación Nacional de Instituciones Empresariales Privadas (es). De 1993 à 1994, il est président de la Sociedad Nacional de Industrias (es), poste qu'il résume en 2018.

### Carrière politique

#### En tant que premier vice-président
Aux élections générales péruviennes de 1995, il intègre la liste électorale d'Alberto Fujimori au candidat de premier vice-président. Il est élu, avec une nouvelle victoire du clan Fujimori. Pendant ce premier mandat, il est nommé responsable d'un programme d'exportations pour promouvoir le Pérou.
En avril 1996 est créée la Commission pour la Promotion des exportations (Prompex), dirigée pour la première fois par le premier vice-président. Il est aussi président de la Commission pour la Promotion des petites et micro-entreprises (PROMPYME).

#### En tant que second vice-président
Aux élections de 2000, Márquez Flores est sur la liste de Fujimori avec Pérou 2000, mais pour le poste de second vice-président, et est réélu, malgré le mécontentement de la population concernant un troisième terme pour Fujimori.
En novembre 2000, Fujimori pose sa démission dû à des accusations de corruption et de violations des droits humains, avec le premier vice-président Francisco Tudela. Márquez Flores doit donc prendre le poste de président, mais le Congrès refuse, puisqu'il est très proche de l'ancien président, et il résigne à son tour.
Ricardo Márquez Flores quitte alors la politique pour de bon, mais continue de rester dans l'administration entrepreneuriale.